# بانگ بونگ
بانگ بونگ (به انگلیسی: Bung Bong) یک شهرک در استرالیا است که در ویکتوریا (استرالیا) واقع شده‌است.